# Emily Scarratt

a Compétitions nationales et continentales officielles uniquement.

b Matchs officiels uniquement.
Dernière mise à jour le 8 juin 2024.
Emily Scarratt, née le 8 février 1990 à Leicester (Angleterre), est une joueuse internationale anglaise de rugby à XV, occupant les postes d'arrière ou de centre en équipe d'Angleterre et en équipe nationale de rugby à sept. Elle joue au Loughborough Lightning.

## Biographie
Fille d'agriculteurs, née à Leicester le 8 février 1990, Emily Scaratt commence la pratique du rugby à XV à cinq ans au club de Leicester Forest avec les garçons jusqu'à 12 ans puis avec les équipes féminines. Elle pratique également le hockey et le rounders. Elle excelle au basket-ball et à 16 ans elle reçoit une offre de bourse en provenance des États-Unis, qu'elle décline.
Elle rejoint les Lichfield Ladies (en) en 2007 (elle a 17 ans). Le club lui permet de suivre des études à Leeds. Elle obtient un diplôme de Sports et sciences de l'exercice à l'université Leeds Metropolitan. Elle exerce par la suite comme professeure d'EPS à Birmingham à l'école King Edward mais fini par se consacrer pleinement au rugby professionnel.
Scarratt fait ses débuts en équipe d'Angleterre contre les États-Unis en août 2008 et marque un essai. Elle marque douze essais pendant ses douze premières sélections, avec une élégance qui lui vaut d'être comparée à Jeremy Guscott.
En 2009, elle remporte le Tournoi des Six Nations et en termine meilleure marqueuse (à égalité avec sa coéquipière Fiona Pocock (en)), performance qu'elle reproduit en 2010.
Elle est retenue pour la Coupe du monde 2010, où elle dispute quatre rencontres au poste de centre et inscrit un essai. L'Angleterre s'incline en finale contre la Nouvelle-Zélande 10-13.
En 2013, elle est élue « joueuse anglaise de l'année ». Elle a inscrit 25 essais et 192 points en 43 sélections. En 2014, lors du Tournoi des Six Nations, elle connaît sa 50e sélection avec les Anglaises.
Elle est retenue pour la Coupe du monde 2014, elle dispute les trois rencontres de poule au poste de centre, elle inscrit un essai. Emily Scarratt est l'une des trois joueuses à démarrer les trois rencontres de poule, avec Danielle Waterman et Sarah Hunter. Elle devient championne du monde à l'issue de la compétition.
En 2016, elle est capitaine de l'équipe de Grande-Bretagne de rugby à sept aux Jeux olympiques de Rio, mais l'équipe termine quatrième du tournoi. Elle est nommée par World Rugby pour le titre de meilleure joueuse de rugby à sept de l'année aux côtés de Portia Woodman et Charlotte Caslick. C'est cette dernière qui est élue.
En 2018, toujours à sept, elle participe aux Jeux du Commonwealth (3e place) et à la Coupe du monde (9e place).
Elle se voit ensuite proposer un contrat fédéral pour revenir au rugby à XV professionnel. Elle signe au Loughborough Lightning, où elle retrouve son amie de longue date Sarah Hunter. En janvier 2019, elle fait des débuts tonitruants avec le Lightning avec cinq essais en trois matchs.
En 2020, Emily Scaratt devient la meilleure réalisatrice de l'histoire des Reds Roses dans le Tournoi des Six Nations et est nommée meilleure joueuse du Tournoi.
En septembre 2021, elle subit une fracture ouverte de la cheville contre les Harlequins, ce qui la tient à l'écart des terrains pendant cinq mois. Malgré seulement quatre matchs joués avec son club, elle est sélectionnée pour disputer la Coupe du monde en Nouvelle-Zélande dont elle finit meilleure réalisatrice avec 44 points.
Depuis, elle enchaine les pépins physiques (4 matchs de championnat en 2022, un seul en 2023), dont une blessure au cou qui met en péril sa carrière mais également sa vie après le rugby. Elle rate le Six Nations 2023 ainsi que la première édition du WXV et se résout à se faire opérer malgré les risques chirurgicaux en octobre 2023. Bien qu'elle a beaucoup communiqué à propos de cette intervention chirurgicale au cours des mois suivants, elle n'a jamais donné de détails ni de date quant à une éventuelle reprise du rugby.
Finalement, elle revient sur les terrains le 24 février 2024, lors du déplacement de Loughborough chez les Bristol Bears. Elle a passé treize mois sans jouer. À peine deux semaines après sa reprise de la compétition, elle est sélectionnée avec les Red Roses et remporte son dixième Tournoi des Six Nations.
Au mois de septembre 2024, contre les Black Ferns à Twickenham, elle fête sa centième titularisation en équipe nationale.
En juillet 2025, elle est sélectionnée pour la Coupe du monde en Angleterre, la cinquième de sa carrière.

## Palmarès

### En équipe nationale
- Vainqueur du Tournoi des Six Nations[20] : 2009, 2010, 2011, 2012, 2017, 2019, 2020, 2021, 2022, 2024 et 2025.
- Finaliste de la Coupe du monde en 2010, 2017 et 2021.
- Vainqueur de la Coupe du monde en 2014.
- Vainqueur du WXV en 2024.

### Distinctions personnelles
- Meilleure joueuse du Tournoi des Six Nations : 2012, 2020[21],[22].
- Élue Joueuse anglaise de l'année en 2013.
- Élue Meilleure joueuse du monde World Rugby en 2019.